# دیوید دانداس
دیوید دانداس (انگلیسی: David Dundas؛ ۱۷۳۵ – ۱۸۲۰) فرد نظامی اهل پادشاهی بریتانیای کبیر بود. وی همچنین برندهٔ جوایزی همچون نشان حمام شده‌است.